# Lankesteria ormieresi
Lankesteria ormieresi is een soort in de taxonomische indeling van de Myzozoa, een stam van microscopische parasitaire dieren. Het organisme komt uit het geslacht Lankesteria en behoort tot de familie Lecudinidae. Lankesteria ormieresi werd in 1977 ontdekt door Levine.